# 埃馬 (北卡羅萊納州)
埃馬（英語：Emma）是位於美國北卡羅萊納州班康縣的普查規定居民點。

## 人口
根據2020年美國人口普查的數據，埃馬的面積為2.82平方千米，皆為陸地。當地共有人口2174人，而人口密度為每平方千米770.92人。